# Anthony Poola
Anthony Poola (Poluru (Prakasam), 15 november 1961) is een Indiaas geestelijke en een kardinaal van de Rooms-Katholieke Kerk.
Poola is een dalit, een Indiase bevolkingsgroep die buiten het (officieel bij wet verboden) Indiase kastenstelsel valt. Dalits worden ook wel paria's, onaanraakbaren of "outcasts" genoemd.
Poola volgde het pauselijk grootseminarie in Bangalore. Hij werd op 20 februari 1992 priester gewijd. Vervolgens was hij werkzaam in pastorale functies in het bisdom Cuddapah.
Op 8 februari 2008 werd Poola benoemd tot bisschop van Kurnool; zijn bisschopswijding vond plaats op 19 april 2008. Op 19 november 2020 volgde zijn benoeming tot aartsbisschop van Haiderabad.
Poola werd tijdens het consistorie van 27 augustus 2022 kardinaal gecreëerd. Hij kreeg de rang van kardinaal-priester. Zijn titelkerk werd de Santi Protomartiri a Via Aurelia Antica.